# Crkva sv. Tri kralja u Kominu
Crkva sv. Tri kralja je rimokatolička crkva u naselju Komin koje je u sastavu grada Sveti Ivan Zelina.

## Opis
Proštenjarska barokna crkva s cinktorom je jednobrodna nadsvođena građevina poligonalno zaključenog svetišta formiranog u širini broda sa zvonikom u središnjoj osi glavnog pročelja. Prvotna zidana kapela iz 1669. godine obnovljena je 1726. kada dobiva današnji oblik. Duž sjeverne strane nižu se sakristija, poligonalno zaključena kapele sv. Elizabete te dvije manje kapele sv. Tri kralja i sv. Roka. Sačuvan je vrijedan figuralni oslik interijera, stucco-dekoracija i inventar baroknih obilježja koji formiraju cjelovit barokni ambijent. Vrijednosti crkve pridonosi i cinktor, čija je specifičnost što osim uobičajenog niza arkada prema dvorištu i na vanjskoj strani ima formirane trjemove za potrebe trgovanja na proštenjima.

## Zaštita
Pod oznakom Z-2487 zavedena je kao nepokretno kulturno dobro - pojedinačno, pravna statusa zaštićena kulturnog dobra, klasificirano kao "sakralna graditeljska baština".